# 本多助実
本多 助実（ほんだ すけざね）は、信濃飯山藩の第7代藩主。一時期、家督を譲って隠居するが、続く2代の早世により、第10代（知藩事）として再任する。広孝系本多家11代。

## 生涯
文政2年（1819年）3月29日、第5代藩主・本多助受の三男として江戸で生まれる。誕生当時、父・助受は既に家督を養子の助賢に譲って隠居の身だった。文政13年（1830年）8月13日、助賢の養子となる。天保7年（1836年）12月1日、将軍・徳川家斉に拝謁する。同年12月16日、従五位下・伊勢守に叙任する。安政5年（1858年）4月22日、助賢の隠居により家督を相続した。元治元年（1864年）9月、奏者番に就任した。慶応2年（1866年）11月、奏者番を辞任した。慶応3年（1867年）4月4日、隠居し、長男の助成に家督を譲った。隠居にともない、恒山と号した。
しかし、助成が慶応4年（1868年）に早世したため、八男の助寵に跡を継がせ、自らはその後見人となった。版籍奉還後の明治2年（1869年）9月2日、助寵は病気のために隠居し、助実が再任して飯山藩知事となった（実際には8月に死去していたのを秘していたという）。その後は藩政改革に努めたが、明治4年（1871年）7月15日、廃藩置県のため藩知事を免職された。明治6年（1873年）4月5日、再び隠居し、十一男の助順に家督を譲った。明治10年（1877年）3月1日に死去した。享年59。

## 系譜
父母
- 本多助受（実父）
- 本多助賢（養父）

正室、継室
- 諏訪倭子 ー 諏訪忠恕の五女（正室）
- 米倉昌寿の娘（継室）

子女
- 本多助成（長男）
- 本多助寵（八男）
- 本多実輝
- 本多助順
- 本多実方（十四男）
- 本多実秀
- 本多実賢
- 本多賢治
- 本多藤子 ー 松前修広正室のち青木某室

| 当主          | 当主                         | 当主          |
| ------------- | ---------------------------- | ------------- |
| 先代 本多助寵 | 飯山藩本多家 1869年 - 1873年 | 次代 本多助順 |
| 先代 本多助賢 | 飯山藩本多家 1858年 - 1867年 | 次代 本多助成 |